# Причастен

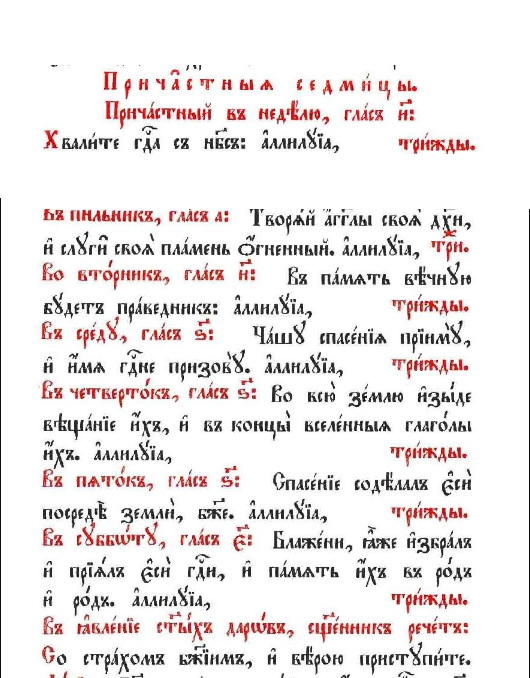
Причастныя седмицы. Ирмологий 1881 года издания

Прича́стен, или кинони́к, или кино́ник  (др.-греч. κοινωνικός — «общественный, причастный» от др.-греч. κοινωνία — «соучастие, общение, причастие») — богослужебное песнопение на литургии в православной церкви, стих, взятый из пророков, который поется на клиросе во время раздробления Святых Даров и причащения священнослужителей.
Причастен имеет несколько видов, в зависимости от содержания: «причастен дне», «причастен святого», «причастен праздника», он всегда оканчивается троекратным пением аллилуйя. На литургии преждеосвященных Даров причастен служит стих: «вкусите и видите, яко благ Господь». Музыкальные формы причастена малая — период, коленный склад. В качестве составной литургической части, предназначенной занять внимание верующих во время приобщения священнослужителей, причастны известны с глубокой древности. В литургии VIII книге Апостольских постановлений причастным стихом является 33 псалом: «Благословлю Господа» (Пс. 33:2); в литургии, изложенной Кириллом Иерусалимским, – «Вкусите и видите, яко благ Господь» (Пс. 33:9, Тайноводственное поучение пятое); он же полагается и в литургии апостола Иакова. В последующие века с распределением по дням года памятей святых и праздников был выработан и установлен целый круг причастных стихов. С ним мы встречаемся, прежде всего, в Типиконе Константинопольской церкви IX-X веков. Наиболее обычным причастным стихом является в нем «Радуйтеся праведнии о Господе». Это причастен полагается по преимуществу в дни памяти мучеников
Архиепископ Вениамин (Краснопевков-Румовский), считает, что как чрез причащение Святых Даров знаменуется явление Христа народу или всему миру, по востании его из мертвых, то в знак того явления Христова здесь сперва к тому же кинонику прилагается аллилуйя, потом та же песнь имеет быть и при следующем затем причащении народном или мирском, так как аллилуйя означает пришествие и явление Господне.